# Błogosławieni, którzy pragną...
Błogosławieni, którzy pragną... (norw. Salige er de som tørster) – powieść kryminalna z 1994, autorstwa norweskiej pisarki Anne Holt. Jej polskie wydanie ukazało się w roku 2011 nakładem wydawnictwa Prószyński i S-ka w tłumaczeniu Iwony Zimnickiej.

## Fabuła

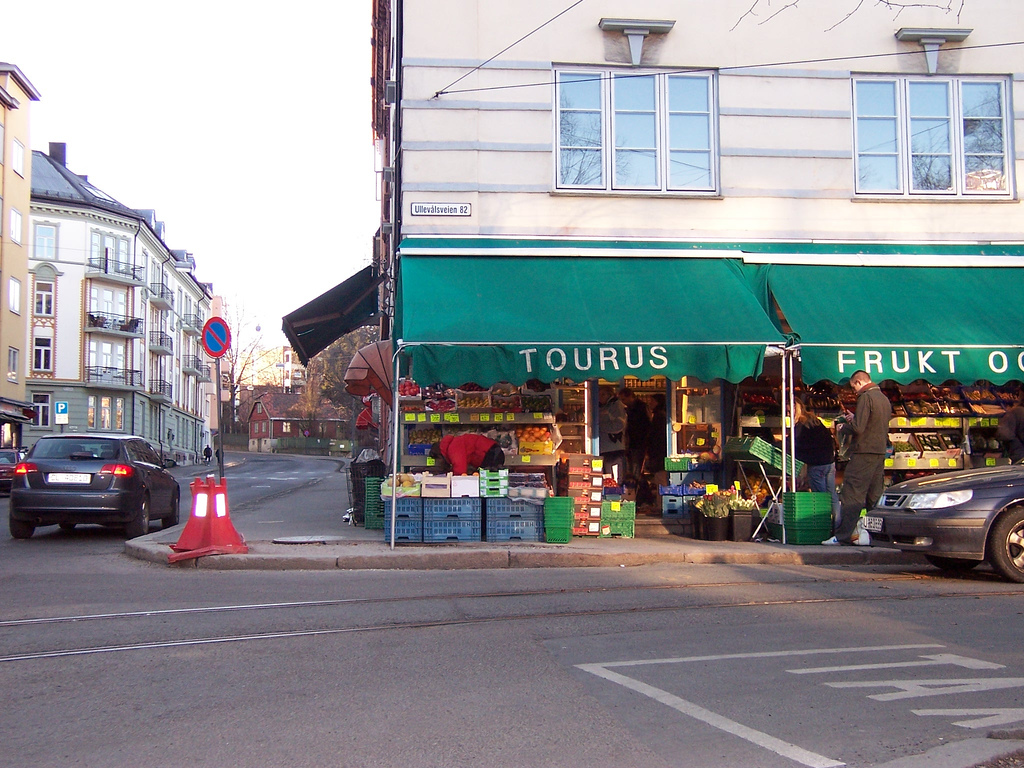
Sklep turecki w Oslo - tematyka imigrancka jest istotna dla powieści

Powieść jest drugą częścią cyklu z detektyw Hanne Wilhelmsen. Tym razem akcja rozgrywa się na przełomie niezwykle upalnego maja i czerwca, kiedy to w Oslo wystąpiła wyjątkowo intensywna fala przestępczości - zabójstw, gwałtów i aktów agresji, z którą nie potrafi sobie poradzić stołeczna policja (cięcia etatowe). Obraz tej wiosny dopełniają niewytłumaczalne sobotnie masakry, po których w różnych miejscach miasta i okolic pozostają znaczące ilości krwi, ale nie ma ciał. Na ścianach morderca wypisuje krwią tajemnicze numery. Dodatkowo Hanne Wilhelmsen otrzymuje do rozwiązania sprawę brutalnego gwałtu dokonanego na Kristine Håverstad. Z tym przypadkiem musi się wyjątkowo pospieszyć, bo ojciec Kristine (Finn Håverstad) także poszukuje gwałciciela z zamiarem zamordowania go. Z czasem obie sprawy łączą się ze sobą w jeden nurt.
Oprócz wątku kryminalnego poruszane są wątki osobiste bohaterów. Hanne rozważa możliwość ujawnienia przed współpracownikami swojej partnerki życiowej - Cecilie Vibe (są lesbijkami). Umiera też schorowany przełożony Hanne - Hans Olav Kaldbakken. 
W powieści poruszana jest tematyka imigrancka. Autorka w głęboki sposób przedstawia też uczucia i emocje towarzyszące kobiecie w trakcie oraz po ataku gwałciciela.
Powieść została zadedykowana przez autorkę bratu - Evenowi.